# Симонелли, Лоренцо
Лоренцо Симонелли (итал. Lorenzo Simonelli; род. 1 июня 2002, Додома) — итальянский легкоатлет, который специализируется в беге на короткие дистанции с барьерами. Чемпион Европы 2024 года, призёр чемпионата мира в помещениях 2024 года. Участник Средиземноморских игр 2022 года.

## Карьера
Лоренцо родился в Додоме, в Танзании, в семье отца — итальянца (антрополога и исследователя) и матери — танзанийки. В возрасте пяти лет переехал со своей семьей в Рим.
В 2022 году принимал участие в Средиземноморских играх, которые состоялись в Оране. В беге на 110 метров с барьерами занял итоговое пятое место с результатом 13,59. В этом же году принял участие в чемпионате Европы в Мюнхене, где не смог пробиться в полуфинал.
В 2023 году, с результатом 13,36 с, завоевал серебряную медаль на молодёжном чемпионате Европы в Эспоо. В этом же году стал чемпионом Италии в беге на 110 метров с барьерами.
В марте 2024 года на чемпионате мира в помещении в Глазго стал серебряным призёром на дистанции 60 метров с барьерами. В июне 2024 года на чемпионате Европы по лёгкой атлетике в Риме завоевал золото на дистанции 110 метров с барьерами с результатом 13,05 сек.